# پخش آینه‌ای
پخش آینه‌ای یا اسکرین میرورینگ (به انگلیسی: Screen Mirroring) روشی برای انتقال تصویر گوشی‌های هوشمند به تلویزیون شماست.

## فناوری و روش کار
این اتصال که از طریق وای فای صورت می‌گیرد نیازمند پشتیبانی گوشی هوشمند و تلویزیون هوشمند شما از وای فای می‌باشد.
شرکت‌های زیادی از این قابلیت در گوشی‌های خود استفاده می‌کنند که از میان آنها می‌توان به شیائومی، سامسونگ، سونی و ال جی اشاره کرد. کمپانی سامسونگ در صفحه‌ای راجع به این قابلیت در گوشی‌های خود اشاره کرده است و اظهار داشته که اکثر دستگاه‌های دارای سیستم عامل اندروید قدیمی تر از ۴٫۱٫۱۲ از اسکرین میرورینگ پشتیبانی نمی‌کنند.
اسکرین میرورینگ از بهترین روش‌های انتقال تصویر گوشی هوشمند به تلویزیون می‌باشد در حالی که روش‌های دیگری مانند: اتصال توسط پورت‌های توسعه دهنده MHL, ست تاپ باکس، استفاده از کروم کست یا نرم‌افزارهای انتقال تصویر مثل iMediashare برای این کار نیز وجود دارد.

## مزایا
1. عدم نیاز به کابل و مبدل
2. اتصال سریع و بی‌سیم
3. بدون نیاز به اینترنت و مصرف دیتا
4. بدون نیاز به نرم‌افزار